# Championnat du Japon de football américain
La X1 Super (anciennement X League - Xリーグ) est une compétition sportive semi-professionnelle réunissant depuis 1997, l'élite des clubs japonais de football américain.
La saison régulière se tient de septembre à décembre. La grande finale, dénommée actuellement Japan Bowl (en) (avant 2002, il s'agissait du Tokyo Super Bowl), se déroule en décembre.
Son vainqueur est qualifié pour disputer le Rice Bowl contre le meilleur club universitaire japonais.
La X1 Super rassemble exclusivement des clubs soutenus par des entreprises. Il existe une X1 Area et une X 2 considérées respectivement comme les divisions 2 et 3. Un système de montée et de descende a été mis en place entre ces 3 divisions.

## Histoire
C'est en 1971 que la Japan American Football League est créé. Elle est renommée en 1997 X-League. Ce championnat fait suite au championnat corporatif du Japon organisé entre 1981 et 1995. La X-League ne retient que le palmarès établi depuis 1987.
Pour la saison 2018, les équipes de l'X-League étaient regroupées en trois divisions de six équipes chacune :
- les divisions Est et Centrale regroupant des équipes de la région de Kanto
- la division Ouest composée des équipes de la région du Kansai.

Les équipes sont aussi réparties dans deux groupes de neuf équipes :
- Super 9 : les trois premières équipes de chaque division la saison précédente ;
- Batlle 9 : les trois dernières équipe de chaque division la saison précédente.

Chaque équipe joue 6 matchs en saison régulière, contre :
- 3 équipes de sa division
- 3 autres équipes des deux autres divisions, ces 4 équipes étant de force équivalente (force déterminée selon le classement de la saison précédente). Ce système permet donc aux équipes issues des régions Kanto et de Kansai de se rencontrer avant les playoffs contrairement aux saisons précédentes.

Après la saison régulière, les équipes des groupes Super et Battle sont classées dans leur groupe en fonction de leur résultats.
Le système de playoffs est également modifié (auparavant il n'y avait que deux 1/2 finales et le Japan Bowl). Il devient un tournoi final dénommé le Japan Bowl Tournament à élimination directe (1/4, 1/2 et finale). Y prennent part :
- les six meilleures équipes classées dans le Super 9 ;
- 2 équipes issues d'un tour de wild card regroupant :
  - les équipes classées 7e et 8e du classement en saison régulière du groupe Super 9 ;
  - les deux meilleures équipes du classement en saison régulière du groupe Battle 9.
  - les matchs de wild card opposent le 7e du S9 au 2e du B9 et le 8e du S9 au 1er du B9.
- Les huit équipes qualifiées pour le Japan Bowl Tournament sont classées selon leur résultats en saison régulière et s'opposent en 1/4 de finale selon le schéma : (1er vs 8e, 2e vs 7e, 3e vs 6e et 4e vs 5e ;
- Les vainqueurs des deux 1/2 finales se disputent le Japan Bowl.

Le format du championnat a de nouveau été modifié pour la saison 2019 (voir ci-dessous).

## Les équipes en saison 2019[3]

### X1 Super (Élite ou division 1)
| - Fujitsu Frontiers - IBM Big Blue - Obic Seagulls - Panasonic Impulse - Nojima Sagamihara Rise - Elecom Kobe Phi Needs - Tokyo Gas Creators - All Mitsubishi Lions | Les huit équipes se rencontrent (sept matchs) lors de la saison régulière. - Le titre : - Les quatre premières disputent ensuite les playoffs (demi-finales). - Les deux vainqueurs disputent le Japan Bowl. - La relégation : - Match de barrage entre le dernier de la saison régulière et le champion de la X1 Area (Division 2). |

### X1 Area (Division 2)
| - Groupe A - Lixil Deers - Asahi Soft Drinks Challengers - Asahi Beer Silver Star - Meiji Yasuda PentaOcean Pirates - Groupe B - Dentsu Caterpillars - Opatsu Fukwoka Suns - Metropolitan Police Eagles - Fuji Xerox Minerva AFC - Groupe C - Nagoya Cyclones - As One Black Eagles - Bulls Eyes Tokyo - AFC Cranes | Chaque équipe joue 6 matchs : 3 contre les équipes de son groupe et 1 match contre une équipe des deux autres groupe. - Le titre : - Les deux équipes les mieux classées après la saison régulière se disputent le titre de champion de la X1 Area. - La montée : - Le champion joue le match de barrage contre le dernier de la X1 Super et son vainqueur joue en X1 Super la saison suivante. - la relégation : - L'équipe classée dernière de la saison régulière joue un match de barrage contre le champion de la X2. |

### X2 (Division 3)
La X League 2 (ou X2) est la seconde ligue de la Fédération du Japon de football américain (JAFA). Le champion de la X-League 2 joue un barrage avec le dernier de la X-League. Le gagnant accède ou reste en X-League. Le dernier classé de la X-League 2 joue un barrage avec le champion de X-League 3 pour le maintien en X2 ou la descente en X3 . 
La X-League 2 est composée de deux divisions : 
- la Division Est de 11 équipes ;
- la Division Ouest de six équipes.

#### Les équipes de la X2
| Division Est - Metropolitan Police Departement - Kintetsu Ox - Barbarian American Football - Warriors American Football - Blue Thunders - TEPCO - Solidstates Sony - TOA Cranes - Wranglers - Huskies - Dentsu Football American |  | Division Ouest - Hankyu Bruins - Cyclone American Football - Hawk Eye American Football - Fuji Xerox J-Star - SideWinders - Kubaru Bears |

### X3 (Division 4)
La X League 3 ou X3 est l'avant dernière division de la ligue japonaise de football américain.  
Ses équipes sont regroupées dans plusieurs divisions établies en fonction des régions du pays.  
La première région est celle du Kansai qui se compose de deux divisions dénommées Bloc A et Bloc B. La seconde région est celle du Kantô également divisée en entre le Bloc A et  le Bloc B.

#### Les équipes de la X3

##### Division Kansai
| Bloc A - NACL - Îles du Monde American Football - Toyota Bullfighters - Wako American Football - Aichi Goldens Wings - Mie Fire Bird | Bloc B - Serio Standing Bears - Kakogawa OSNAS - Tristars - Ei Akira Blazers - Isono Angels - Naniwa Senstone |

##### Division Kantô
| Bloc A - Sagahimara Rise - Mitsui Bussan SeaGulls - Bandits American Football - TRIAX | Bloc B - Yokohama Harbors - Marubeni Cougars - STEELERS - Itochu Corp |

## Palmarès
| Date | Édition               | Vainqueur                                                | Score | Finaliste                                                |
| ---- | --------------------- | -------------------------------------------------------- | ----- | -------------------------------------------------------- |
| 1987 | Tokyo Super Bowl I    | Renoun Rovers                                            | 31-28 | Asahi Beer Silver Star                                   |
| 1988 | Tokyo Super Bowl II   | Renoun Rovers                                            | 28-20 | Panasonic Impulse (ex Matsushita Electric Works Impulse) |
| 1989 | Tokyo Super Bowl Iii  | Asahi Beer Silver Star                                   | 14-09 | NEC Falcons                                              |
| 1990 | Tokyo Super Bowl IV   | Matsushita Electric Works                                | 14-06 | Onward Skylarks                                          |
| 1991 | Tokyo Super Bowl V    | Onward Skylarks                                          | 49-10 | Sunstar                                                  |
| 1992 | Tokyo Super Bowl VI   | Asahi Beer Silver Star                                   | 21-07 | Panasonic Impulse (ex Matsushita Electric Works Impulse) |
| 1993 | Tokyo Super Bowl VII  | Asahi Beer Silver Star                                   | 13-0  | Sunstar                                                  |
| 1994 | Tokyo Super Bowl VIII | Panasonic Impulse (ex Matsushita Electric Works Impulse) | 48-28 | Onward Skylarks                                          |
| 1995 | Tokyo Super Bowl IX   | Panasonic Impulse (ex Matsushita Electric Works Impulse) | 54-20 | Recruit Seagulls                                         |
| 1996 | Tokyo Super Bowl X    | Recruit Seagulls                                         | 30-10 | Onward Skylarks                                          |
| 1997 | Tokyo Super Bowl XI   | Kajima Deers                                             | 48-12 | Panasonic Impulse (ex Matsushita Electric Works Impulse) |
| 1998 | Tokyo Super Bowl XII  | Recruit Seagulls                                         | 45-24 | Asahi Beer Silver Star                                   |
| 1999 | Tokyo Super Bowl XIII | Asahi Beer Silver Star                                   | 18-16 | Kajima Deers                                             |
| 2000 | Tokyo Super Bowl XIV  | Asahi Soft Drink Challengers                             | 20-18 | Panasonic Impulse (ex Matsushita Electric Works Impulse) |
| 2001 | Tokyo Super Bowl XV   | Asahi Soft Drink Challengers                             | 14-07 | Panasonic Impulse (ex Matsushita Electric Works Impulse) |
| 2002 | Tokyo Super Bowl XVI  | Recruit Seagulls                                         | 14-07 | Fujitsu Frontiers                                        |
| 2003 | Japan Bowl XVII       | Onward Skylarks                                          | 13-10 | Asahi Beer Silver Star                                   |
| 2004 | Japan Bowl XVIII      | Panasonic Impulse (ex Matsushita Electric Works Impulse) | 15-06 | Asahi Beer Silver Star                                   |
| 2005 | Japan Bowl XIX        | Obic Seagulls (ex Recruit Seagulls)                      | 25-16 | Panasonic Impulse (ex Matsushita Electric Works Impulse) |
| 2006 | Japan Bowl XX         | Onward Skylarks                                          | 24-21 | Kajima Deers                                             |
| 2007 | Japan Bowl XXI        | Panasonic Impulse (ex Matsushita Electric Works Impulse) | 33-13 | Fujitsu Frontiers                                        |
| 2008 | Japan Bowl XXII       | Panasonic Impulse (ex Matsushita Electric Works Impulse) | 28-14 | Kajima Deers                                             |
| 2009 | Japan Bowl XXIII      | Kajima Deers                                             | 21-14 | Fujitsu Frontiers                                        |
| 2010 | Japan Bowl XXIV       | Obic Seagulls (ex Recruit Seagulls)                      | 20-16 | Panasonic Impulse (ex Matsushita Electric Works Impulse) |
| 2011 | Japan Bowl XXV        | Obic Seagulls (ex Recruit Seagulls)                      | 24-17 | Fujitsu Frontiers                                        |
| 2012 | Japan Bowl XXVI       | Obic Seagulls (ex Recruit Seagulls)                      | 27-24 | Kajima Deers                                             |
| 2013 | Japan Bowl XXVII      | Obic Seagulls (ex Recruit Seagulls)                      | 24-16 | Fujitsu Frontiers                                        |
| 2014 | Japan Bowl XXVIII     | Fujitsu Frontiers                                        | 44-10 | IBM Big Blue                                             |
| 2015 | Japan Bowl XXIX       | Panasonic Impulse                                        | 24-21 | Fujitsu Frontiers                                        |
| 2016 | Japan Bowl XXX        | Fujitsu Frontiers                                        | 16-03 | Obic Seagulls (ex Recruit Seagulls)                      |
| 2017 | Japan Bowl XXXI       | Fujitsu Frontiers                                        | 63-23 | IBM Big Blue                                             |
| 2018 | Japan Bowl XXXII,     | Fujitsu Frontiers                                        | 35-18 | IBM Big Blue                                             |
| 2019 | Japan Bowl XXXIII     | Fujitsu Frontiers                                        | 28-26 | Panasonic Impulse                                        |

### Tableau d'honneur
| Rang | Club                                                     | Nombre de titres | Dernier titre | Nombre de finales perdues | Dernière défaite en finale |
| ---- | -------------------------------------------------------- | ---------------- | ------------- | ------------------------- | -------------------------- |
| 1    | Obic Seagulls (ex Recruit Seagulls)                      | 8                | 2013          | 2                         | 2016                       |
| 2    | Panasonic Impulse (ex Matsushita Electric Works Impulse) | 6                | 2008          | 8                         | 2019                       |
| 3    | Fujitsu Frontiers                                        | 5                | 2019          | 6                         | 2015                       |
| 4    | Asahi Beer Silver Star                                   | 4                | 1999          | 4                         | 2004                       |
| 5    | Onward Skylarks                                          | 3                | 2006          | 3                         | 1996                       |
| 6    | Kajima Deers                                             | 2                | 2009          | 4                         | 2012                       |
| 7    | Asahi Soft Drink Challengers                             | 2                | 2001          | -                         | -                          |
| -    | Renoun Rovers                                            | 2                | 1988          | -                         | -                          |
| 9    | Sunstar                                                  | -                | -             | 2                         | 1993                       |
| -    | IBM Big Blue                                             | -                | -             | 3                         | 2018                       |
| 10   | NEC Falcon                                               | -                | -             | 1                         | 1989                       |